# Valerie M. Hudson
Valerie M. Hudson (* 1958) ist seit Januar 2012 eine US-amerikanische Professorin für Politikwissenschaft in der Abteilung für internationale Angelegenheiten an der Bush School of Government and Public Service an der Texas A&M University. Bevor sie an die Texas A&M University kam, war sie über 24 Jahre lang Professorin für Politikwissenschaft an der Brigham Young University. Sie ist vor allem als Mitautorin des Buches Bare Branches bekannt, in dem sie die Auswirkungen der demografischen Entscheidungen Chinas auf das Geschlechterverhältnis in China und anderen Ländern untersucht.

## Herkunft und Bildung
Hudson wurde in Washington, D.C. geboren. Sie trat 1971 der Kirche Jesu Christi der Heiligen der Letzten Tage bei. Zuvor war sie römisch-katholisch. Hudson erwarb ihren Bachelor-Abschluss an der Brigham Young University (BYU) und ihren Master-Abschluss und Doktortitel an der Ohio State University.
Während ihrer Promotion lehrte sie drei Jahre lang an der privaten Otterbein University in Ohio und nach ihrer Promotion war sie Gastprofessorin an der Northwestern University und anschließend an der Rutgers University. Im Jahr 1987 trat sie in die Fakultät der Brigham Young University ein. Dort war sie acht Jahre lang stellvertretende Direktorin des David M. Kennedy Center for International Studies. In dieser Funktion leitete sie auch das Graduiertenprogramm.
Im April 2019 wurde sie zur University Distinguished Professor an der Texas A&M University ernannt, der höchsten Auszeichnung der Universität.

## Schriften
Zu Hudsons Forschungsschwerpunkten gehören außenpolitische Analysen, nationale Sicherheitspolitik, sozialwissenschaftliche Methodik sowie Gender in den internationalen Beziehungen. Sie hat auch Schriften mit Bezug zu den Mormonen veröffentlicht, insbesondere zum Thema der mormonischen Lehre über Frauen. Sie hat mehrere Bücher geschrieben oder herausgegeben, darunter Foreign Policy Analysis: Classical and Contemporary Theory (Boulder, Colorado: Rowman and Littlefield, 2007, 2013, 2019), Culture and Foreign Policy, Artificial Intelligence and International Politics sowie zusammen mit Andrea M. Den Boer Bare Branches: Security Implications of Asia's Surplus Male Populations (MIT Press, 2004). Im April 2012 veröffentlichte die Columbia University Press gemeinsam mit Hudson das Buch mit dem Titel Sex and World Peace. Zu einem ihrer neueren Bücher, das sie gemeinsam mit Patricia Leidl verfasst hat, gehört The Hillary doctrine : sex & American foreign policy.
Hudson hat zusammen mit Kerry M. Kartchner mehrere Bücher über die Heiligen der Letzten Tage und ihre Beziehungen zur Außen- und Sicherheitspolitik der Vereinigten Staaten herausgegeben. Ferner schrieb sie zusammen mit Alma Don Sorensen einen langen Artikel über die Ansichten der Heiligen der Letzten Tage über Feministische Theologie (englisch Womanist theology), der in David L. Paulsen (1936–2020) und Donald W. Musser's Mormonism in Dialogue with Contemporary Christianity (Macon, Georgia: Mercer University Press, 2007) veröffentlicht wurde. Gemeinsam mit Alan J. Hawkins, Camille Fronk Olson, Lynn D. Wardle, Richard D. Draper, Diane L. Spangler und einigen anderen hat sie einen Artikel über die Gleichberechtigung von Müttern und Vätern in David C. Dollahite's Strengthening Our Families: An In-depth Look At The Proclamation on The Family veröffentlicht. Mit A. Don Sorensen und Allen Bergin verfasste sie einen Artikel mit dem Titel Benevolent Power and Unrighteous Dominion, der in Bergins Eternal Values and Personal Growth: LDS and Social Sciences Perspectives (Provo: Brigham Young University Press, 2002) publiziert wurde. Gemeinsam mit A. Don Sorensen schrieb sie auch das Buch Women in Eternity, Women of Zion (Springville: Cedar Fort, 2004).
Hudson hat Artikel in Zeitschriften wie International Security und Political Psychology veröffentlicht, darunter einen gemeinsam mit anderen Autoren wie Bonnie Ballif-Spanvill verfassten Artikel über die Beziehung zwischen der Sicherheit von Frauen und der Sicherheit von Staaten. Außerdem hat sie ein Kapitel zu Foreign Policy Decision Making (Revisited) beigetragen. Darüber hinaus hat sie mit ihrer Forscherkollegin Hillary Matfess Zusammenhänge zwischen gewaltsamen Konflikten und Brautpreisen aufgedeckt.

## Neuere Arbeiten
Hudson war eine der Gründerinnen der Online-Zeitschrift Square Two, die ein Forum für wissenschaftliche Artikel zu wichtigen Themen der heutigen Welt aus der Sicht der Kirche Jesu Christi und der Heiligen der Letzten Tage ist. Sie ist auch eine der Hauptverantwortlichen für das WomanStats Project, das 2001 ins Leben gerufen wurde. Hudson ist nach eigenem Bekunden Feministin. Beeinflusst wurde sie durch die Schriften von Alma Don Sorensen über Gleichberechtigung und von Sylviane Agacinski über die Gleichstellung von Männern und Frauen.

## Persönliches
Hudson ist mit dem Künstler David Cassler verheiratet, einem Maler mit einem Master of Fine Arts-Abschluss der BYU. Sie sind Eltern von acht Kindern, von denen drei an Mukoviszidose leiden.

## Werke
- mit Patricia Leidl: The Hillary Doctrine: Sex and American Foreign Policy. Columbia University Press, New York 2015, ISBN 978-0-231-16492-4.